# Quibou
Quibou est une commune française, située dans le département de la Manche en région Normandie, peuplée de 842 habitants.

## Géographie
La commune est en pays saint-lois. Situé à 80 mètres d'altitude, son bourg est à 2,5 km à l'ouest de Canisy, à 5,5 km au sud-est de Marigny, à 11 km au sud-ouest de Saint-Lô et à 20 km à l'est de Coutances. Couvrant 1 715 hectares, son territoire était le plus étendu du canton de Canisy.
Le territoire est traversé par la route départementale no 38 reliant Saint-Lô au nord-est à Gavray au sud-ouest. Elle passe au sud du bourg qui y est relié par la D 99 menant à l'ouest à Carantilly et au sud à Saint-Martin-de-Bonfossé. La limite nord est marquée par la D 972 (ancienne route nationale 172) qui relie Coutances à l'ouest à Saint-Lô à l'est. Du bourg, on y accède par la D 399 qui se prolonge au-delà jusqu'à Marigny.
Quibou est dans le bassin de la Vire, par un affluent pour la moitié sud-est, la Joigne, et un sous-affluent pour la moitié nord-ouest, la Terrette (affluent de la Taute). Les cours de l'une et l'autre sont grossis par de courts affluents dont, pour la Joigne, le ruisseau des Bois en limite sud-est et la rivière de Chaussée en limite sud-ouest. Une petite partie nord-ouest est dans le bassin d'un autre affluent de la Taute, le Lozon.
Le point culminant (111 / 114 m) se situe au nord-ouest, au lieu-dit le Mesnil-Don. Le point le plus bas (46 m) correspond à la sortie de la Joigne du territoire, à l'est. La commune est bocagère.
La commune se compose d'un bourg principal (Quibou) et de plusieurs écarts : la Pintelière, la Noraisière, la Bonne Eau, la Chouquerie, la Joignerie, le Buisson, le Bois-Héron, l'Hôtel-Hochu, les Cosnets, la Vauterie, la Grande-Bosquerie, la Petite-Bosquerie, l'Hôtel-Viel, les Hercheries, l'Hôtel Couespel, la Hamonnière, la Coquerie, le Moulin-Vautier, la Guesnonnière, la Fauvelière, l'Hôtel-Noireau, le Foc, la Renondière, l'Hôtel-Drouin, la Forge, le Vage, la Fumelière, la Rainière, le Sault, les Bouillons, les Cinq-Chênes, la Folie, la Voie, la Bazilière, le Hamel, le Moulin-Biard, les Carrières, les Courts Champs, la Bourdonnière, la Huaudière, le Moulin-Lambert, l'Euderie, la Douchardière, la Quellière, le Castillon, la Villette, l'Hôtel-Beaufils, le Cachot, la Cour-Douchin, la Cauvinière, la Conterie, l'Hôtel-Cocagne, la Croix-Lambert, le Mesnil Don, le Vauruel, le Bost, les Martinières, l'Hôtel-Boirot, l'Hôtel-Huault, Saint-Benoît, la Moinerie, Saint-Léger, la Saulnerie, la Joisière, l'Hôtel-Fossard, le Pont à Mazé, la Quesnelle, la Bonhommière, le Grimbert, le Ménage, la Pouchinière, la Tanqueraye, le Feugray, les Fontaines, la Frinvalle, le Grand-Chemin, la Campagne, la Péraudière, le Haut-Val, le Val, le Moulin-Héron, la Grande-Ferronnière, la Petite-Ferronnière, la Croix-au-Doyen, la Goujonnière, la Chevallerie.
| Marigny-Le-Lozon (comm. dél. de Marigny) | Le Mesnil-Amey                  | Thèreval (comm. dél. de Hébécrevon, par un angle) Saint-Gilles (sur quelques mètres) |
| Carantilly                               | Quibou                          | Canisy                                                                               |
| Carantilly                               | Dangy, Saint-Martin-de-Bonfossé | Saint-Martin-de-Bonfossé                                                             |

### Hydrographie
La commune est située dans le bassin Seine-Normandie. Elle est drainée par la Terrette, la Joigne, un bras de la Joigne, le cours d'eau 01 de la Quibou, le cours d'eau 02 de la Quibou, le fossé 01 de la Querelliere, le fossé 02 de la Vannerie, le fossé 03 de la Quibou, le fossé 04 de la Vauterie, le fossé 06 de la commune de Carantilly, le fossé 06 de la Quibou, la rivière de la Chaussée, le ruisseau des Bois et la Terrette,,.
La Terrette, d'une longueur de 29 km, prend sa source dans la commune de Cerisy-la-Salle et se jette  dans la Taute en limite de Tribehou et de Graignes-Mesnil-Angot, après avoir traversé 13 communes. 

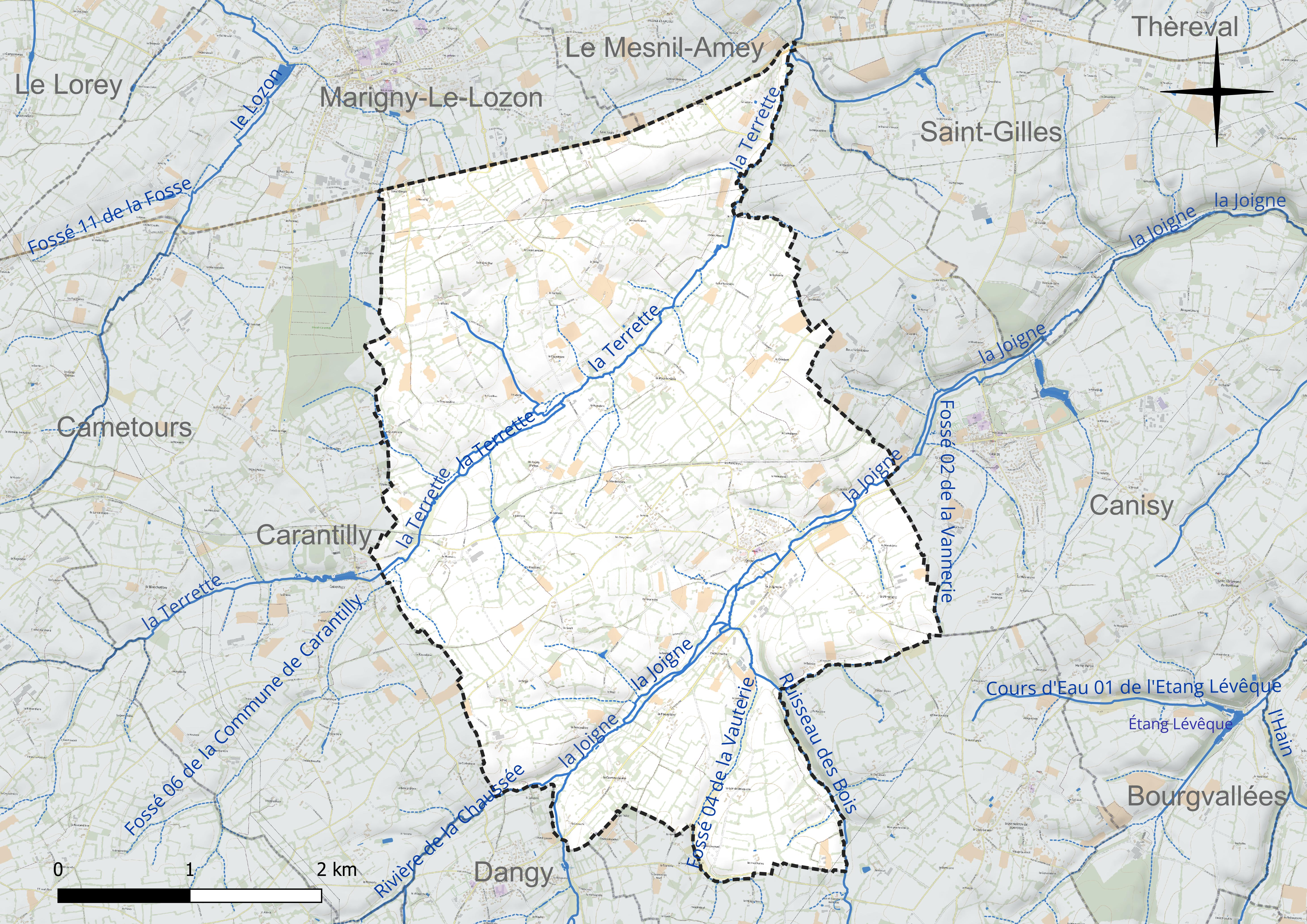
Réseau hydrographique de Quibou.

La Joigne, d'une longueur de 13 km, prend sa source dans la commune de Saint-Martin-de-Bonfossé et se jette  dans la Vire en limite de Canisy et de Saint-Lô, après avoir traversé six communes. 

### Climat
Pour des articles plus généraux, voir Climat de la Normandie et Climat de la Manche.
En 2010, le climat de la commune est de type climat océanique franc, selon une étude du CNRS s'appuyant sur une série de données couvrant la période 1971-2000. En 2020, Météo-France publie une typologie des climats de la France métropolitaine dans laquelle la commune est exposée à un climat océanique et est dans la région climatique Normandie (Cotentin, Orne), caractérisée par une pluviométrie relativement élevée (850 mm/a) et un été frais (15,5 °C) et venté. Parallèlement le GIEC normand, un groupe régional d’experts sur le climat, différencie quant à lui, dans une étude de 2020, trois grands types de climats pour la région Normandie, nuancés à une échelle plus fine par les facteurs géographiques locaux. La commune est, selon ce zonage, exposée à un « climat contrasté des collines », correspondant au Bocage normand, bien arrosé, voire très arrosé sur les reliefs les plus exposés au flux d’ouest, et frais en raison de l’altitude.
Pour la période 1971-2000, la température annuelle moyenne est de 10,8 °C, avec une amplitude thermique annuelle de 12 °C. Le cumul annuel moyen de précipitations est de 1 003 mm, avec 14 jours de précipitations en janvier et 8,4 jours en juillet. Pour la période 1991-2020, la température moyenne annuelle observée sur la station météorologique la plus proche, située sur la commune de Cerisy-la-Salle à 8 km à vol d'oiseau, est de 11,5 °C et le cumul annuel moyen de précipitations est de 1 112,5 mm,. Pour l'avenir, les paramètres climatiques de la commune estimés pour 2050 selon différents scénarios d’émission de gaz à effet de serre sont consultables sur un site dédié publié par Météo-France en novembre 2022.

## Urbanisme

### Typologie
Au 1er janvier 2024, Quibou est catégorisée commune rurale à habitat dispersé, selon la nouvelle grille communale de densité à sept niveaux définie par l'Insee en 2022. Elle est située hors unité urbaine. Par ailleurs la commune fait partie de l'aire d'attraction de Saint-Lô, dont elle est une commune de la couronne,. Cette aire, qui regroupe 63 communes, est catégorisée dans les aires de 50 000 à moins de 200 000 habitants,.

### Occupation des sols
L'occupation des sols de la commune, telle qu'elle ressort de la base de données européenne d’occupation biophysique des sols Corine Land Cover (CLC), est marquée par l'importance des territoires agricoles (98,4 % en 2018), une proportion sensiblement équivalente à celle de 1990 (98,5 %). La répartition détaillée en 2018 est la suivante : prairies (76 %), terres arables (16,3 %), zones agricoles hétérogènes (6,1 %), zones urbanisées (1,6 %). L'évolution de l’occupation des sols de la commune et de ses infrastructures peut être observée sur les différentes représentations cartographiques du territoire : la carte de Cassini (XVIIIe siècle), la carte d'état-major (1820-1866) et les cartes ou photos aériennes de l'IGN pour la période actuelle (1950 à aujourd'hui).

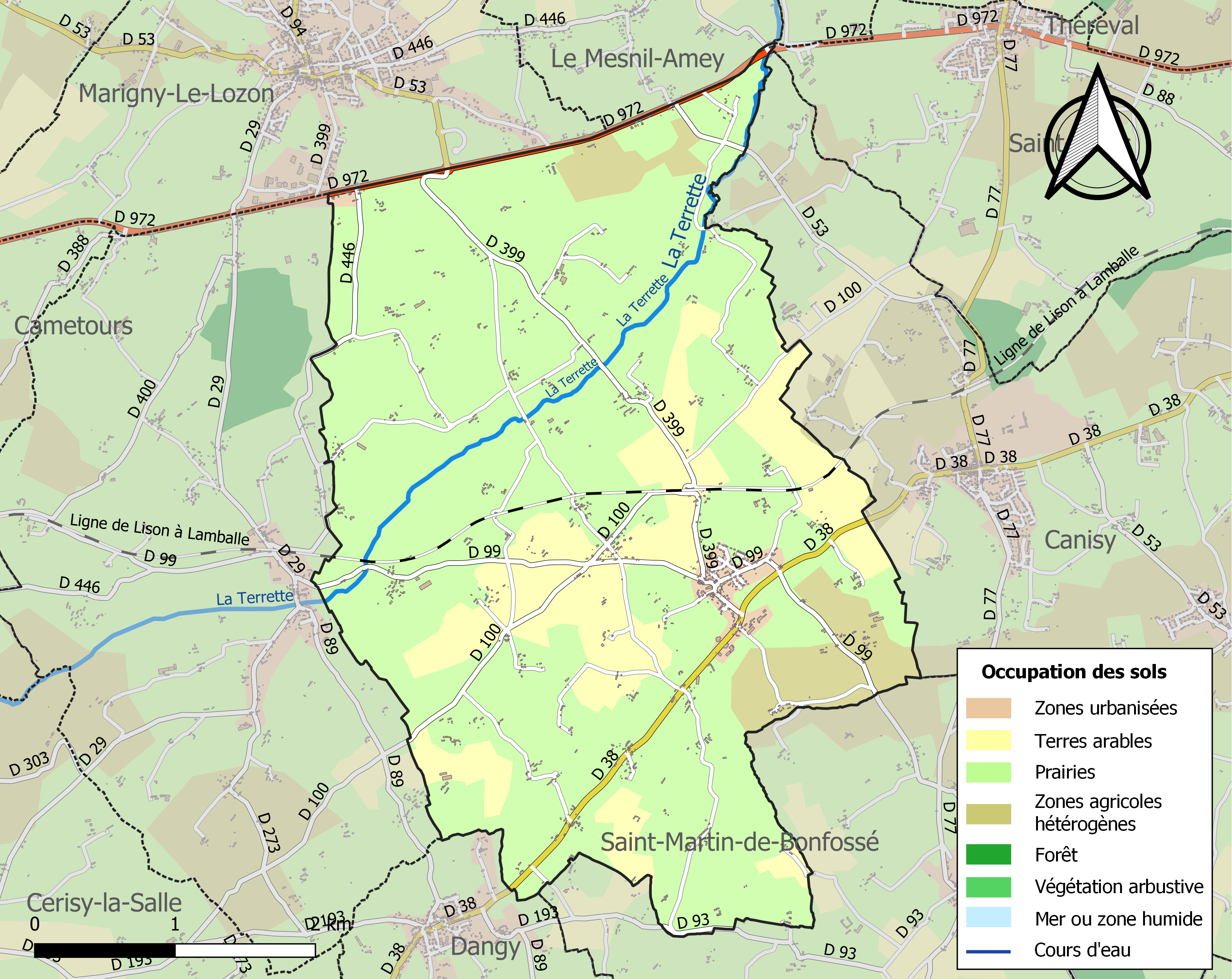
Carte des infrastructures et de l'occupation des sols de la commune en 2018 (CLC).

## Toponymie
Le toponyme est attesté sous la forme Quiebouc en 1056.
Il existe deux hypothèses sur l'origine :
- Quibou pourrait désigner à l'origine un endroit où « chie le bouc »[32] ;
- Quibou, de l'anglo-saxon ceap (« marché, bétail », prononcé kiip) et holt (« colline »)[33]. Holt devient hout en normand[34].

Le gentilé est Quibois.

### Microtoponymie
La moitié des lieux-dits de Quibou sont en Y-ère/-erie, ce sont des habitats relativement tardifs résultant de la forte croissance démographique normande du XIe – XIIIe siècle. Ils désignaient la ferme de la famille Y, fondée sur les nouvelles terres obtenues par les grands défrichements. Les essarts prennent le nom des défricheurs, suivi de la désinence -erie ou -ière. Les autres lieux-dits en (Hôtel / Hamel / Pont )-Y sont des constructions encore plus récentes, ils désignaient un bien de la famille Y.

## Histoire
Sous l'Ancien Régime, la paroisse dépendait de la généralité de Caen, de l'élection de Coutances (en 1612/1636, 1677), puis de Saint-Lô (1713), et de la sergenterie de Saint-Gilles.

## Politique et administration
| Période                                  | Période   | Identité            | Étiquette | Qualité                                             |
| ---------------------------------------- | --------- | ------------------- | --------- | --------------------------------------------------- |
| 1801                                     | 1808      | Pierre Desfontaines |           |                                                     |
| 1808                                     | 1816      | Thomas Fontaine     |           |                                                     |
| 1816                                     | 1830      | Pierre Douchin      |           |                                                     |
| 1830                                     | 1846      | Thomas Douchin      |           |                                                     |
| 1846                                     | 1851      | Félix Fontaine      |           |                                                     |
| 1851                                     | 1865      | Philippe Lefèvre    |           |                                                     |
| 1865                                     | 1878      | Théophile Le Rond   |           |                                                     |
| 1878                                     | 1886      | Pierre Cocaigne     |           |                                                     |
| 1886                                     | 1892      | Noël Osmond         |           |                                                     |
| 1892                                     | 1896      | Pierre Herman       |           | Ancien instituteur                                  |
| 1896                                     | 1914      | Aimable Requier     |           | Cultivateur                                         |
| 1915                                     | 1940      | Auguste Marie       |           |                                                     |
| 1940                                     | 1947      | Émile Ferey         |           | Cultivateur                                         |
| 1947                                     | 1983      | Pierre Marie        |           |                                                     |
| 1983                                     | 1995      | Marcel Godard       |           | chef d'entreprise                                   |
| 1995                                     | 1997      | Gérard Pican        |           | Agriculteur                                         |
| 1997                                     | mars 2014 | Évelyne Fabre       | SE        | Cadre de santé                                      |
| mars 2014                                | mai 2020  | Christelle Lebedel  | SE        | Assistante d'éducation                              |
| mai 2020                                 | En cours  | Roland Courteille   | SE        | Retraité cadre de la fonction publique territoriale |
| Les données manquantes sont à compléter. |           |                     |           |                                                     |

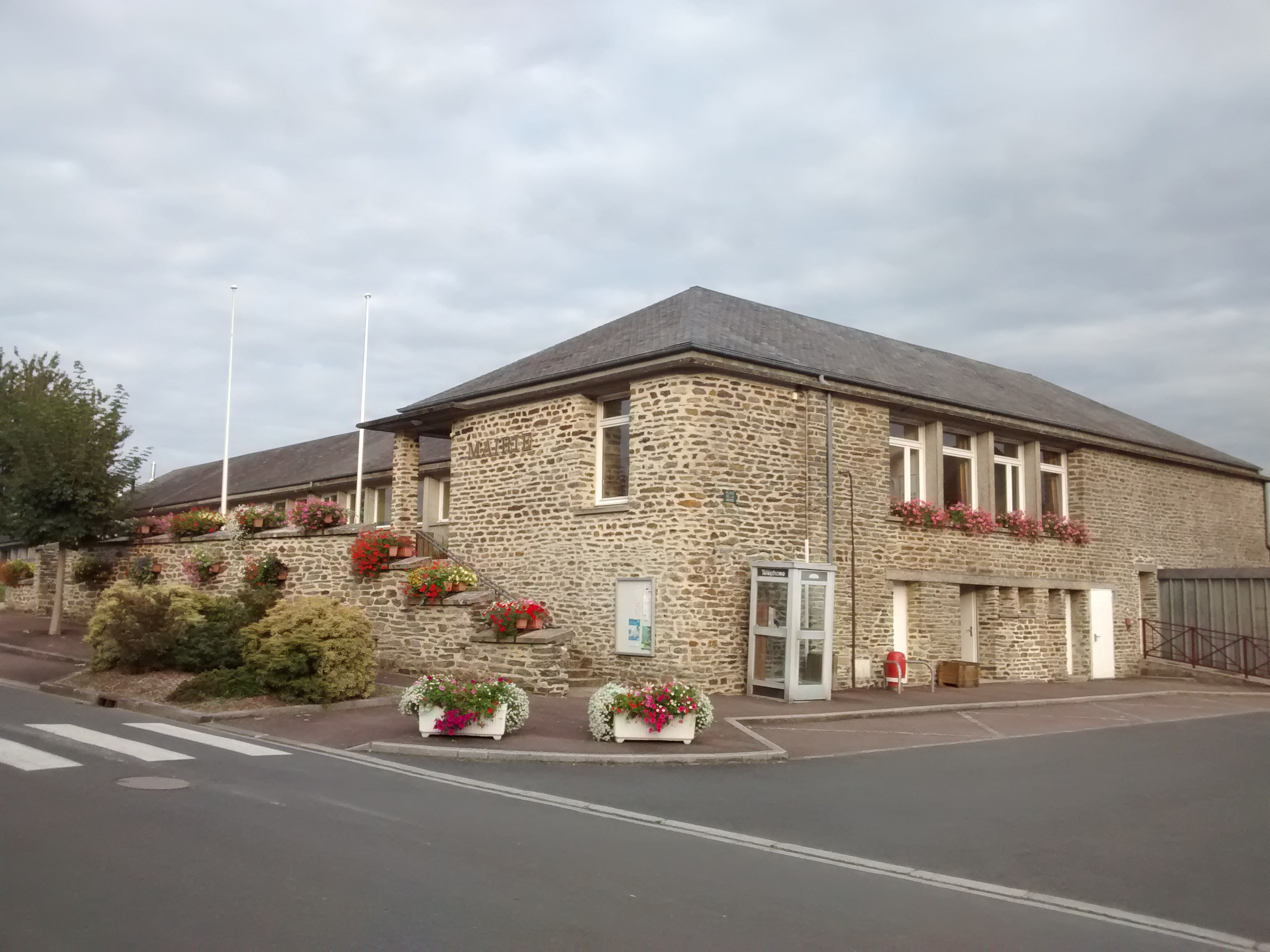
La mairie.

Le conseil municipal est composé de quinze membres dont le maire et quatre adjoints.

## Démographie
L'évolution du nombre d'habitants est connue à travers les recensements de la population effectués dans la commune depuis 1793. Pour les communes de moins de 10 000 habitants, une enquête de recensement portant sur toute la population est réalisée tous les cinq ans, les populations de référence des années intermédiaires étant quant à elles estimées par interpolation ou extrapolation. Pour la commune, le premier recensement exhaustif entrant dans le cadre du nouveau dispositif a été réalisé en 2004.
En 2022, la commune comptait 842 habitants, en évolution de −10,23 % par rapport à 2016 (Manche : −0,31 %, France hors Mayotte : +2,11 %).
Quibou a compté jusqu'à 2 057 habitants en 1831.
| 1793  | 1800  | 1806  | 1821  | 1831  | 1836  | 1841  | 1846  | 1851  |
| ----- | ----- | ----- | ----- | ----- | ----- | ----- | ----- | ----- |
| 1 883 | 1 826 | 2 004 | 2 035 | 2 057 | 1 976 | 1 884 | 1 838 | 1 712 |

| 1856  | 1861  | 1866  | 1872  | 1876  | 1881  | 1886  | 1891  | 1896  |
| ----- | ----- | ----- | ----- | ----- | ----- | ----- | ----- | ----- |
| 1 620 | 1 595 | 1 508 | 1 344 | 1 303 | 1 256 | 1 265 | 1 220 | 1 163 |

| 1901  | 1906  | 1911  | 1921  | 1926  | 1931  | 1936 | 1946  | 1954  |
| ----- | ----- | ----- | ----- | ----- | ----- | ---- | ----- | ----- |
| 1 122 | 1 114 | 1 099 | 1 010 | 1 080 | 1 016 | 972  | 1 036 | 1 069 |

| 1962  | 1968 | 1975 | 1982 | 1990 | 1999 | 2004 | 2006 | 2009 |
| ----- | ---- | ---- | ---- | ---- | ---- | ---- | ---- | ---- |
| 1 040 | 995  | 876  | 784  | 809  | 819  | 823  | 830  | 907  |

| 2014 | 2019 | 2022 | - | - | - | - | - | - |
| ---- | ---- | ---- | - | - | - | - | - | - |
| 929  | 865  | 842  | - | - | - | - | - | - |

## Économie
Les principales ressources sont[Quand ?] : 
- pâturages ;
- bovins ;
- entreprise de menuiserie : Izabelle Batiman ;
- entreprise toiture : Espace Toiture ;
- entreprises de maraîchage bio : La Ferme du Panier Vert[44], Le Jardin de la Bourdonnière ;
- brasserie de bière biologique Au Brasseur Quibois.

### Commerces
La commune dispose d'une boulangerie, d'une épicerie, d'un bar et d'un tabac-presse, marché bio le jeudi, d'un garage automobile.

## Lieux et monuments

### Église Saint-Rémi

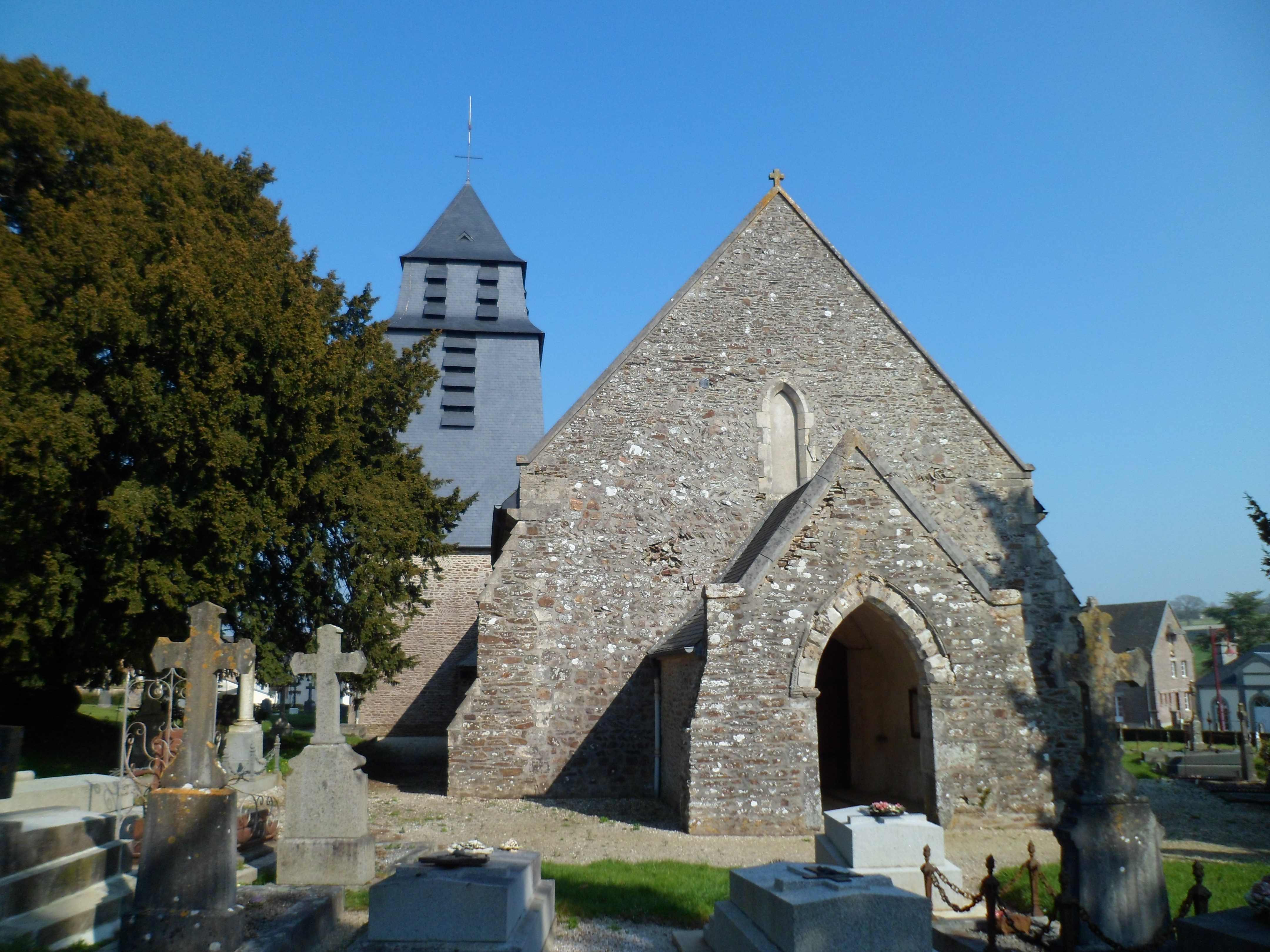
L'église Saint-Rémi.

L'église Saint-Rémi des XIIe – XXe siècle est un édifice moderne : vitraux de Jean Gaudin, tapisserie et Chemin de croix d'Helen Mai ; une des réussites de la reconstruction d'après 1944 avec des pierres du chœur de la nef et de la tour placée en épi donnent un aspect roman. Elle est labellisé patrimoine du XXe siècle en 2002.
L'église Saint-Rémi de Quibou a été en grande partie détruite durant les combats qui sévirent du 20 au 25 juillet 1944 ; seuls restèrent en place les murs de la nef du XIIe siècle et de la chapelle sud, la base du clocher du XIIIe siècle et le porche gothique remanié en 1659. Elle a été reconstruite par les architectes Henri Tougard, élève de Paul Bigot et Yves Cochepain en 1954. Ces derniers ont su tirer parti des éléments restés en place, tout en créant un nouveau chœur au volume extérieur massif qui contraste avec la transparence de la structure intérieure. La reconstruction fut financée par le ministère de la Reconstruction et de l'Urbanisme et la coopérative des églises et édifices religieux sinistrés.
À partir du porche, la nef étroite et sombre s'étend jusqu'au chœur ample et lumineux. Le transept unique est le dernier témoin d'un plan cruciforme abandonné. Au nord, la tour carrée et trapue possède encore sa puissante base ancienne du XIIIe siècle dans laquelle l'autel secondaire a trouvé place. Quatre piles octogonales en ciment armé, ancrées à plusieurs mètres de profondeur, soutiennent une structure en charpente essentée d'ardoise. La sacristie surmontée d'une tribune, au sud, a conservé en partie la maçonnerie de l'ancienne chapelle latérale. C'est le cas également de la nef, dont les murs portent les traces d'un appareil en opus spicatum. Le vaste chœur moderne est fermé par un mur oriental aveugle en pierres apparentes, au sein desquelles courent quelques assises en arête-de-poisson qui rappellent le passé architectural médiéval de l'église. Le vaste sanctuaire est largement éclairé au nord et au sud par des claustras placées à un mètre du sol. La structure et les couleurs de l'autel et du mobilier s'harmonisent parfaitement avec celles de l'architecture intérieure, dont la rigueur est tempérée par le plafond bleu supporté par des solives rouge sombre.
Les architectes ont choisi le parti de conserver et respecter la forme, les matériaux et les éléments du passé, tout en les faisant dialoguer avec une architecture du XXe siècle.

### Autres lieux
- Croix de chemin : la croix de l'École du XVIIe siècle), la croix Lambert, la croix au Doyen du XXe siècle, la croix du Pont à Mazé.
- Calvaire de mission de la Joignerie (1896).
- Maison de maître au Gislot de la fin du XVIIIe ou du début du XIXe siècle).
- Ancien presbytère du XVIIIe siècle.
- Anciens moulins du Val sur la Joigne.
- Houx remarquable sur le chemin communal no 2 et bel if funéraire du cimetière.
- La butte de Castel, ancienne motte féodale fossoyée[46].

## Activités et manifestations
- Une salle polyvalente située sur la départementale en direction de Dangy.
- Marchés en fête (été et noël)
- Associations culturelles : Animathèque, Quibou Traditions et Patrimoine, Quibou en Fêtes